# Austin Pettis
Austin Pettis (Anaheim, 8 febbraio 1989) è un giocatore di football americano statunitense che gioca nel ruolo di wide receiver nella National Football League (NFL). Fu scelto nel corso del terzo giro (78º assoluto) del Draft NFL 2011 dai Rams. Al college ha giocato a football alla Boise State University.

## Carriera professionistica

### St. Louis Rams
Pettis fu scelto dai St. Louis Rams nel corso del terzo giro del Draft 2011. Nella sua stagione da rookie disputò 12 partite di cui tre come titolare, ricevendo 27 passaggi per 253 yard. Nella settimana 7 della stagione 2013 contro i Green Bay Packers segnò il suo primo touchdown su ricezione. La sua seconda stagione si concluse con 261 yard ricevute e 4 touchdown.
Il primo touchdown della stagione 2013, Pettis lo segnò nella settimana 2 contro gli Atlanta Falcons e andò a segno anche la settimana seguente contro i Dallas Cowboys. Nella settimana 5, Pettis segnò due touchdown nella vittoria sui Jacksonville Jaguars.

## Statistiche
| Partite totali      | 47    |
| Partite da titolare | 11    |
| Yard ricevute       | 1.034 |
| Touchdown           | 9     |

Statistiche aggiornate alla stagione 2016